# Sergels torg

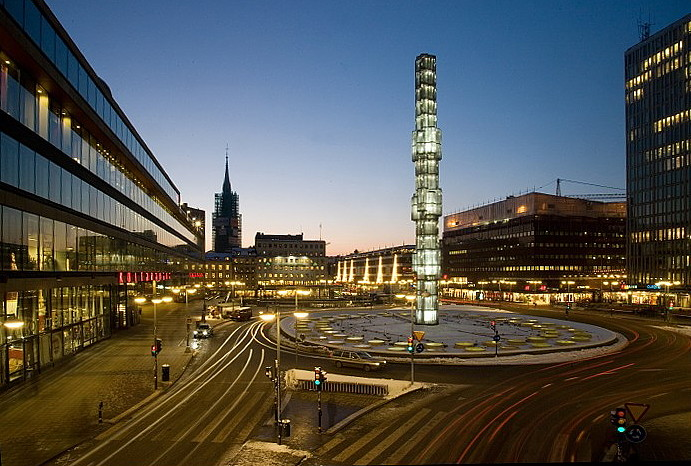
Sergels torg mit dem Kulturhuset (links)

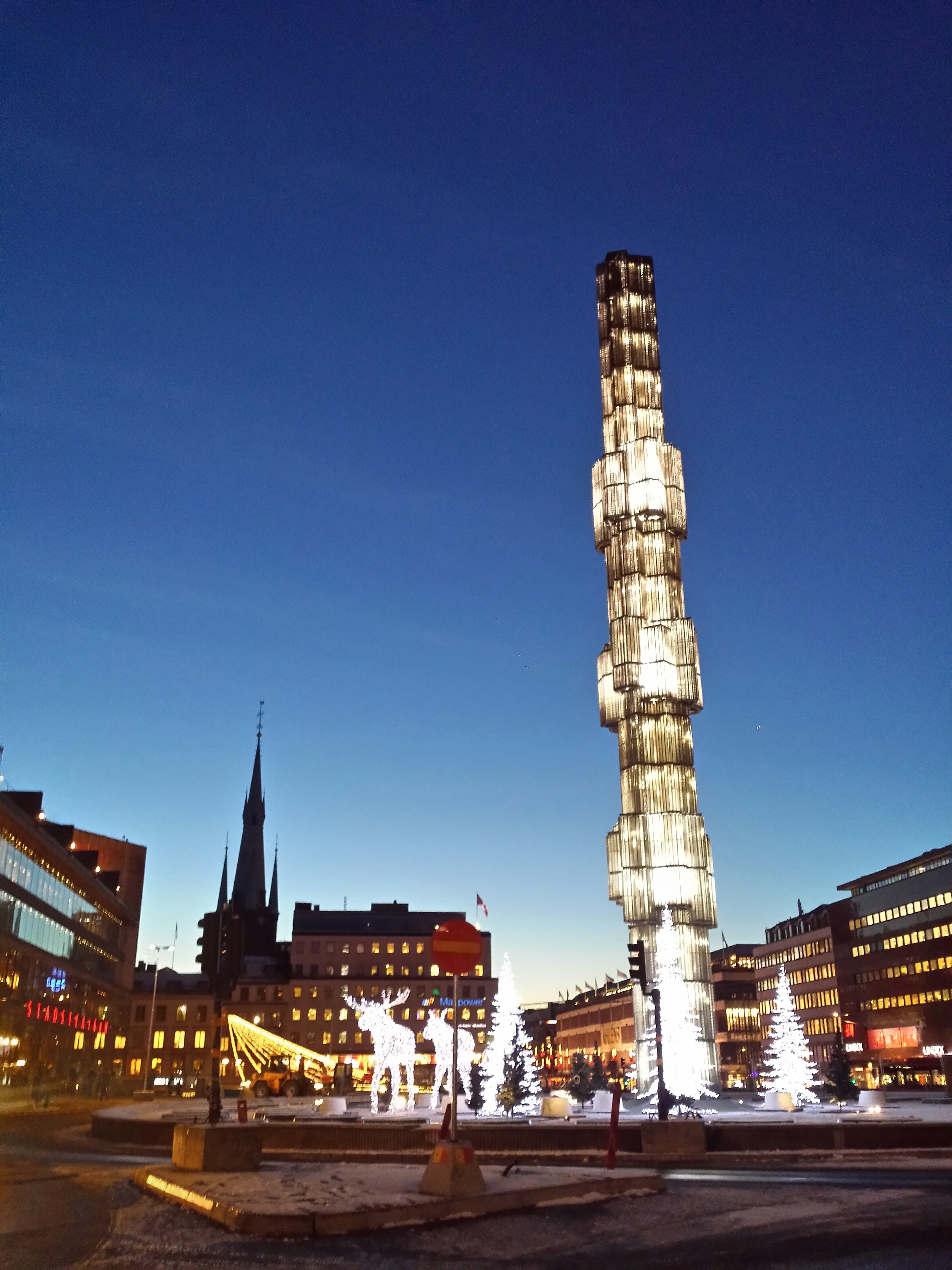
Der Sergels Torg während der blauen Stunde im Winter

Sergels torg (schwedisch torg – Markt bzw. Platz) ist ein öffentlicher Platz im Zentrum Stockholms, Schweden. Der Platz ist nach dem Bildhauer Johan Tobias Sergel benannt, dessen Atelier in der Nähe des Platzes lag. Der Sergels torg und die umgebende Bebauung entstand in den 1950er Jahren im Rahmen der Sanierung von Norrmalm (Norrmalmsregleringen).
Verschiedene Eigenheiten haben den Platz bekannt gemacht. Zu nennen ist unter anderem der Kreisverkehr in Form einer Superellipse. Diese wurde 1959 von dem dänischen Mathematiker Piet Hein entworfen. Die 37 m hohe Glassäule in der Mitte ist der Kristall-vertikal accent, 1974 von Edvin Öhrström. Diese offizielle Bezeichnung wird jedoch selten benutzt, für gewöhnlich wird das Kunstwerk von den Stockholmern – etwas spöttisch – als Pinnen (dt. „der Stock“) bezeichnet.
An der Westseite des eigentlichen Platzes liegt eine niedriger gelegene Fläche, die mit schwarz-weißen Platten belegt ist und eine Ebene unter dem Platz liegt. Hier ist auch der Eingang zur Station T-Centralen und zu unterirdischen Einkaufspassagen. Nördlich des Platzes liegen die fünf City-Hochhäuser, die „fünf Trompetenstöße“, 72 m hoch und mit je 19 Stockwerken. Sie wurden von namhaften schwedischen Architekten entworfen, wie Sven Markelius, Backström & Reinius und David Helldén und von 1955 bis 1966 erbaut. Südlich des Platzes liegt Stockholms Kulturhuset des Architekten Peter Celsing. Östlich liegt die Hauptfiliale der SEB AB, der größten schwedischen Bank.
Die große Straße Sveavägen, die vom Platz aus nach Norden verläuft, ist heute wohl am meisten dafür bekannt, dass Olof Palme dort ermordet wurde (jedoch einige hundert Meter vom Sergels torg entfernt, auf Höhe Tunnelgatan).

## Bilder

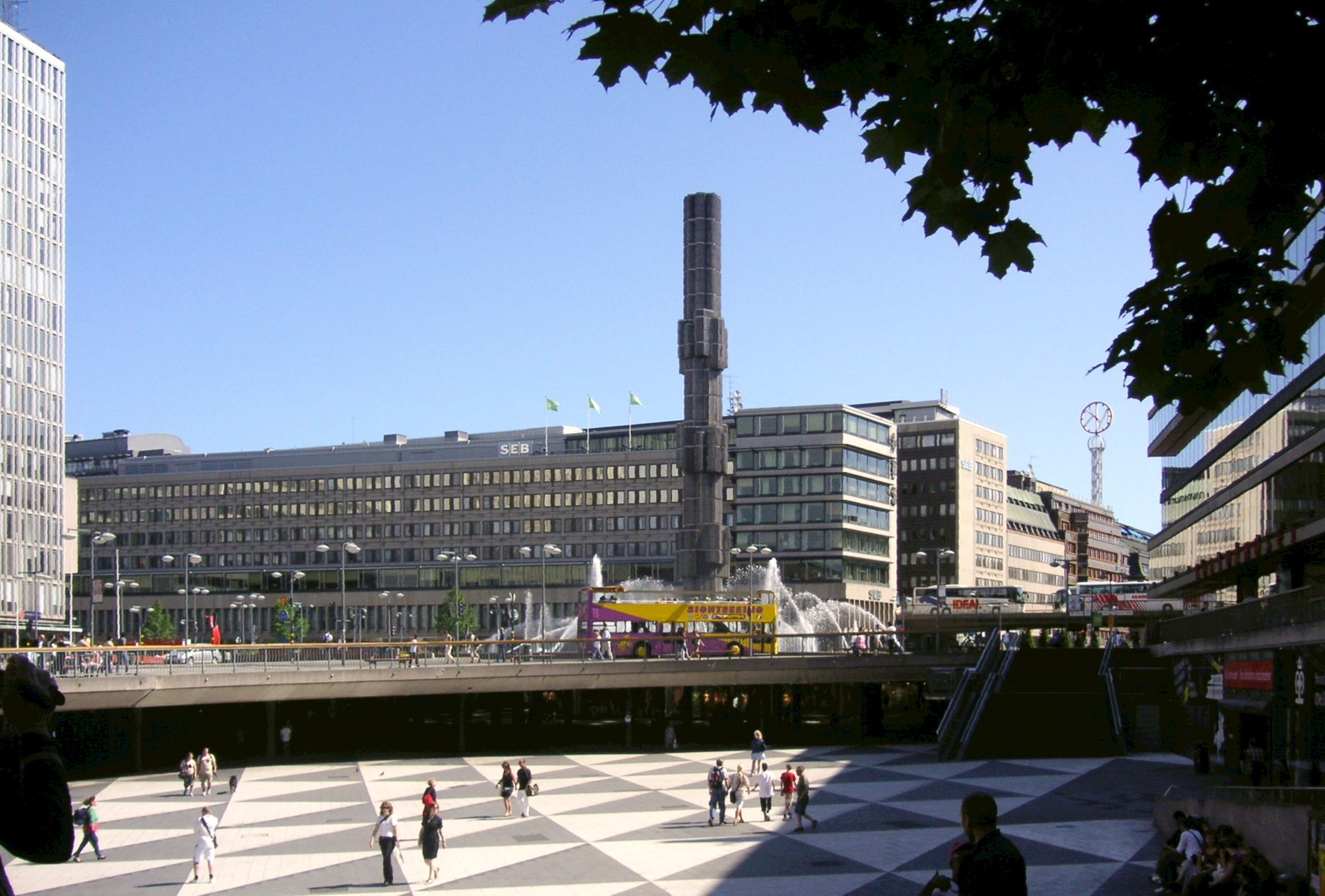
Schwarz-weißes Muster des tiefer gelegenen Platzes 2008
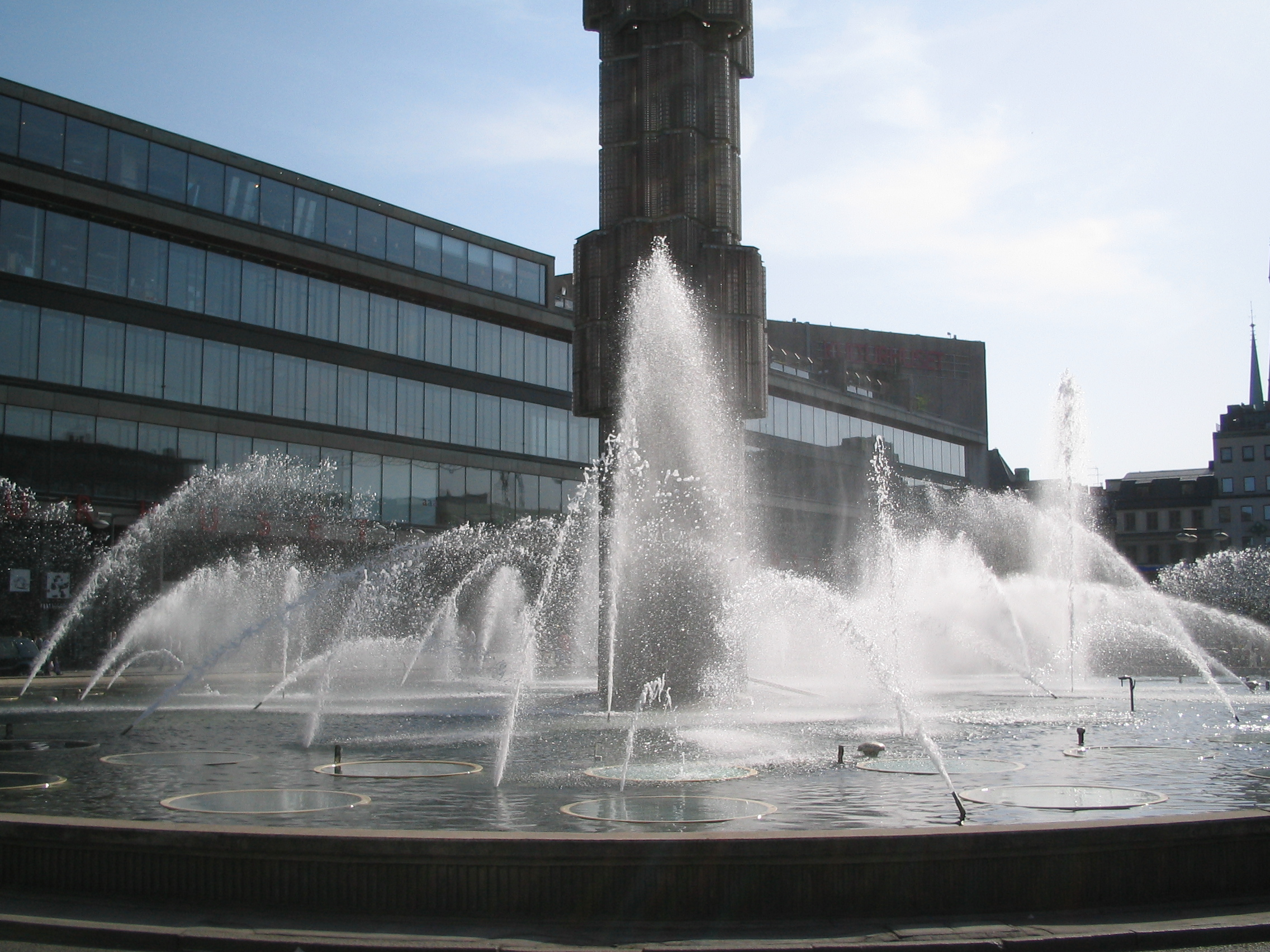
Springbrunnen mit Glasobelisk 2004
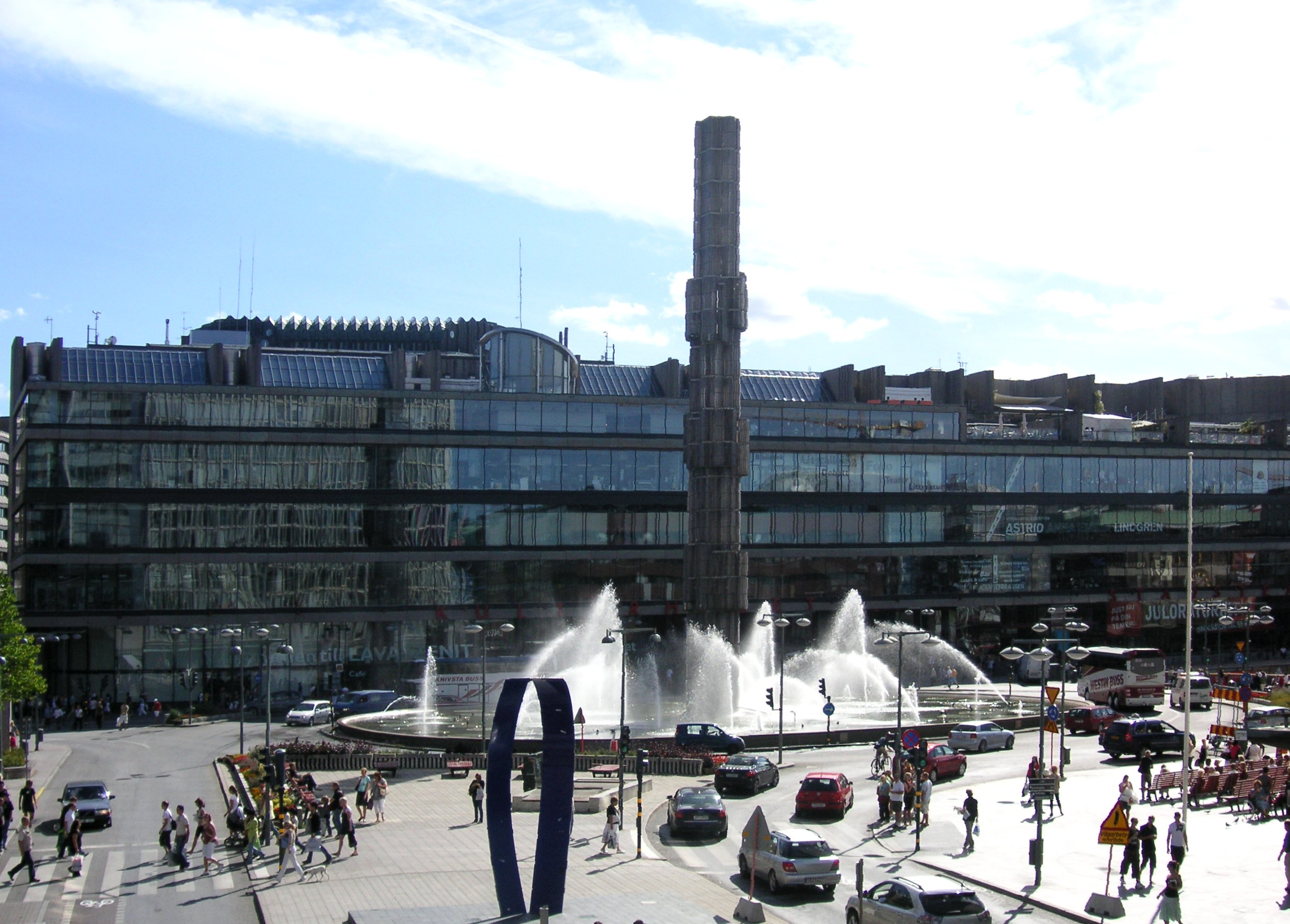
Kulturhuset und der Glasobelisk 2007
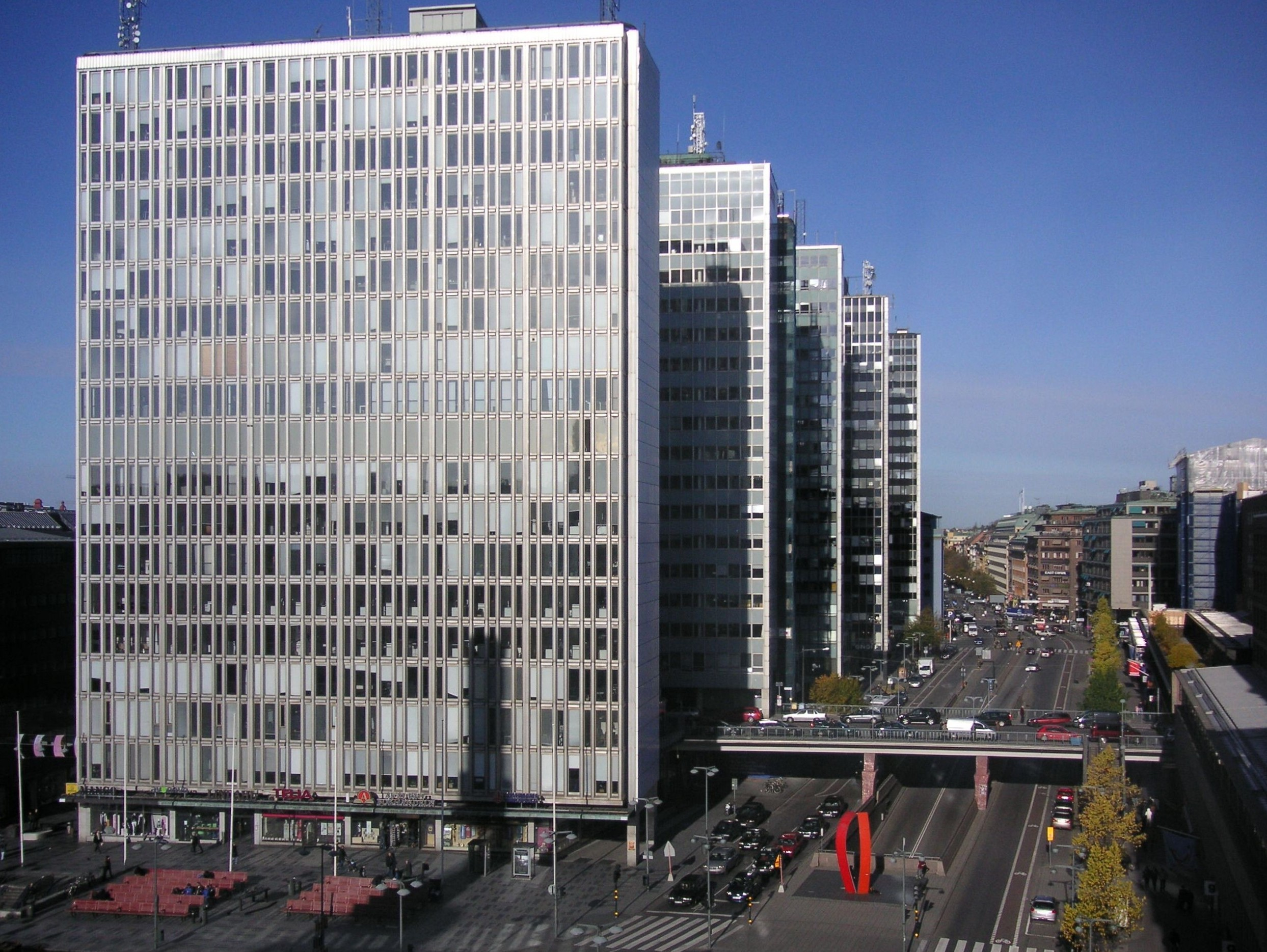
Die fünf City-Hochhäuser vom Kulturhuset aus gesehen
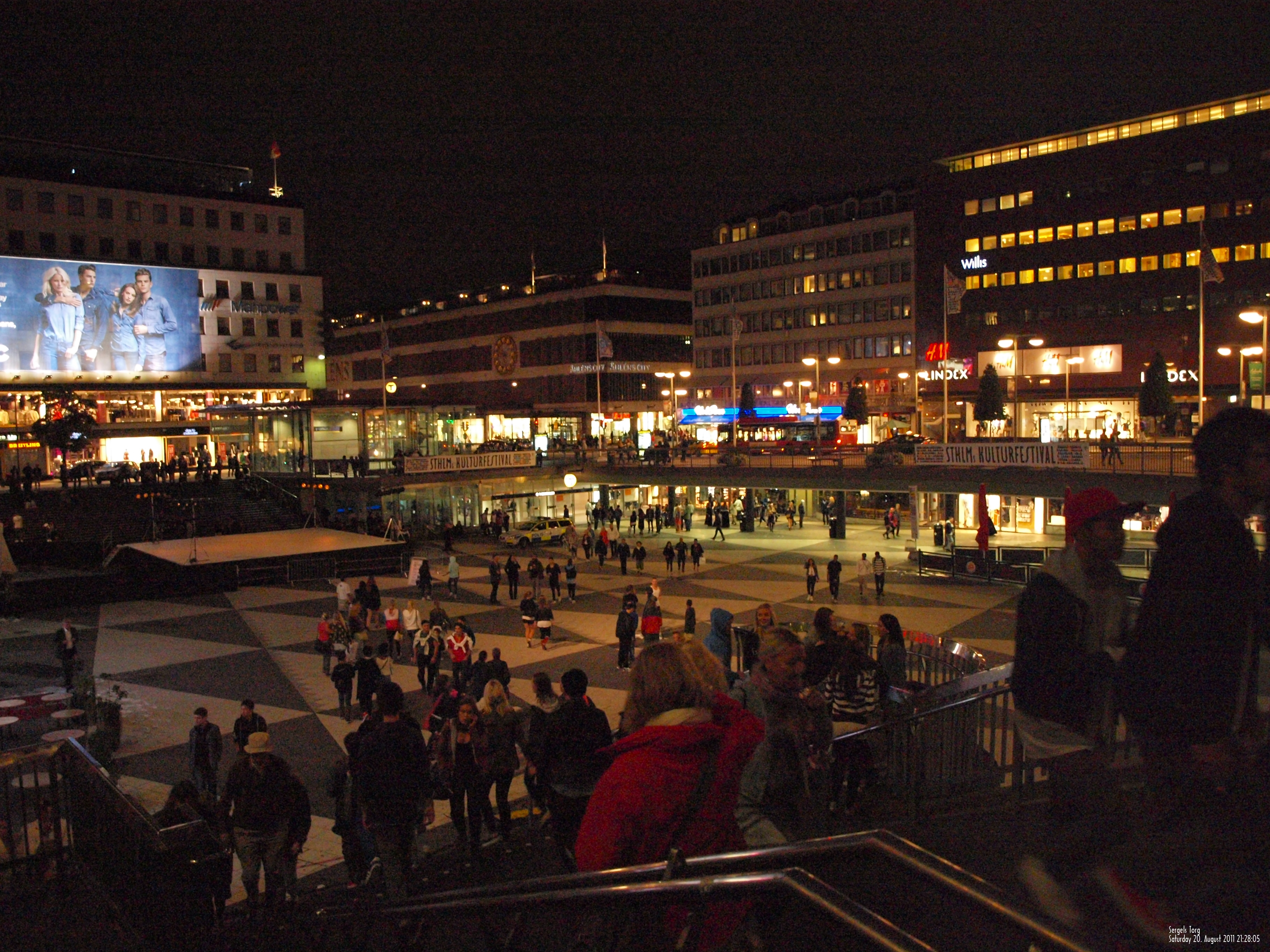
Stockholms Kulturfestival am Sergels Torg 2011
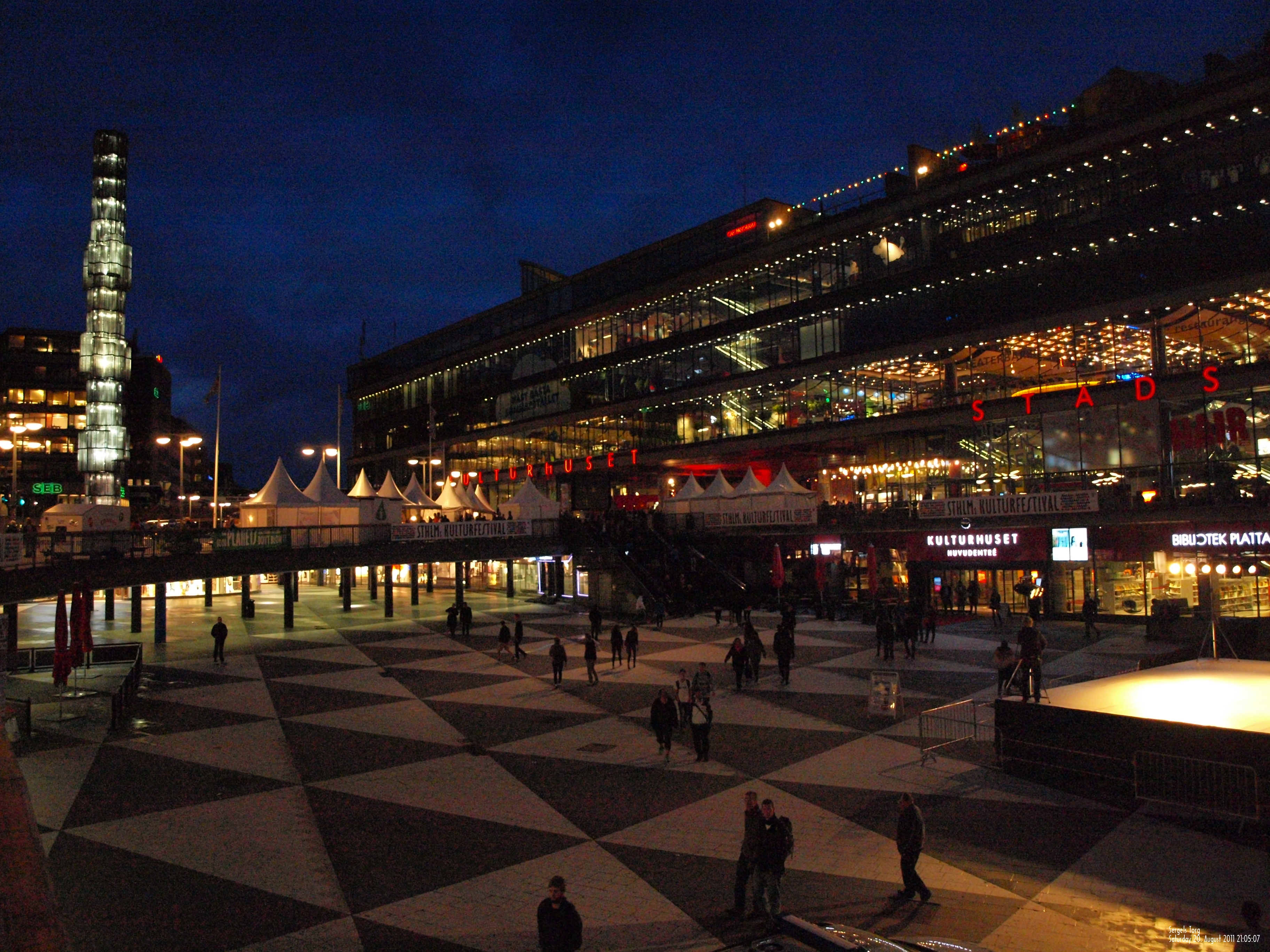
Stockholms Kulturfestival am Sergels Torg 2011
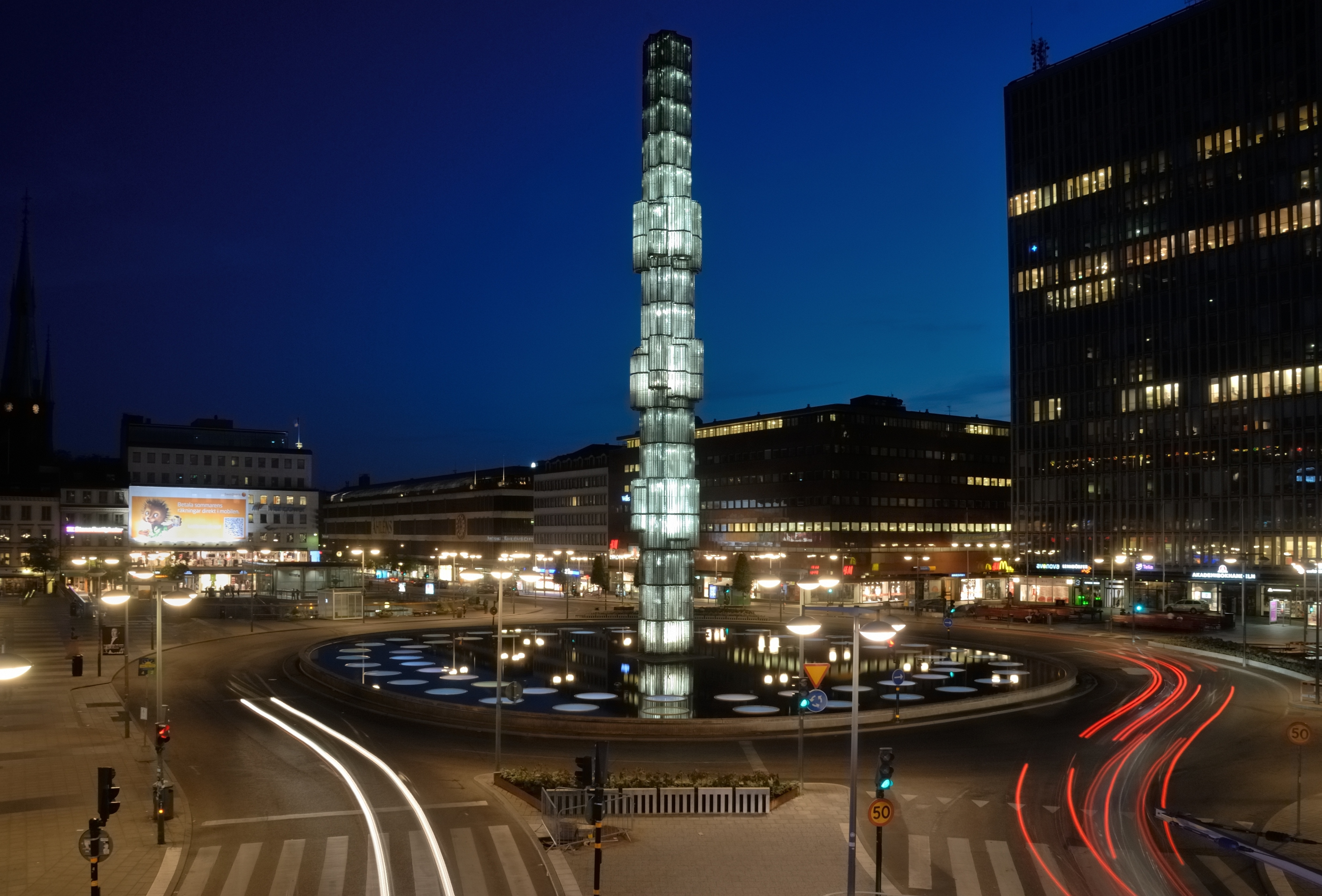
Sergels torg (2011)